# Río Tasco Chico
Der Río Tasco Chico, im Oberlauf Río Pasamuña, ist ein etwa 75 km langer linker Nebenfluss des Río Monzón in Zentral-Peru in den Provinzen Huacaybamba und Leoncio Prado der Region Huánuco.

## Flusslauf
Der Río Tasco Chico entspringt im Hauptkamm der peruanischen Zentralkordillere auf einer Höhe von etwa 3900 m. Das Quellgebiet befindet sich an der Nordostflanke des ca. 4353 m hohen Cerro Ichichuishcash. Der Río Tasco Chico durchquert das Bergland im Osten des Distrikts Cochabamba (Provinz Huacaybamba) in überwiegend ostsüdöstlicher Richtung. Ab Flusskilometer 30 bildet der Fluss die Grenze zum nördlich gelegenen Distrikt José Crespo y Castillo (Provinz Leoncio Prado). Auf den letzten 6 Kilometern wendet sich der Fluss nach Südosten und schließlich nach Süden. Er mündet gegenüber der Ortschaft Tazo Grande, 6,5 km westlich des Distriktverwaltungszentrums Monzón, auf einer Höhe von etwa 763 m in den nach Osten strömenden Río Monzón.

## Einzugsgebiet
Das Einzugsgebiet des Río Tasco Chico erstreckt sich über Teile der Distrikte Cochabamba, José Crespo y Castillo, Arancay und Jircan (die letzten beiden liegen in der Provinz Huamalíes). Es umfasst eine Fläche von etwa 696 km². Im Süden grenzt das Einzugsgebiet des Río Tasco Chico an das des oberstrom gelegenen Río Monzón, im Westen an das des oberen Río Marañón sowie im Norden an die Einzugsgebiete von Río Huamuco und Río Magdalena. Das obere Einzugsgebiet sowie die höheren Lagen weisen noch Bergregenwald auf. Auf den unteren 40 Kilometern wird an den Hängen entlang dem Fluss extensiv Landwirtschaft betrieben.